# Bolesław van Bytom
Bolesław van Bytom (circa 1330 - 4 oktober 1355) was van 1347 tot aan zijn dood hertog van Cosel en van 1352 tot aan zijn dood hertog van Bytom. Hij behoorde tot de Silezische tak van het huis Piasten.

## Levensloop
Bolesław was de tweede zoon van hertog Wladislaus van Bytom en diens tweede echtgenote Ludgarda, dochter van heer Hendrik II van Mecklenburg. Na het overlijden van zijn oudere halfbroer Casimir werd hij in 1347 hertog van Cosel. In 1352 volgde zijn vader op als hertog van Bytom. 
In 1354 reisde hij in het gevolg van koning Karel van Bohemen naar Italië, waar Karel tot keizer van het Heilige Roomse Rijk werd gekroond. In 1355 stierf Bolesław plotseling in onduidelijke omstandigheden. Hij werd bijgezet in de kathedraal van Venzone. Zijn graftombe werd in 1976 tijdens een aardbeving verwoest, waarna ze werd gerestaureerd.
Met zijn overlijden stierf de linie Cosel-Bytom van het huis Piasten uit. Volgens zijn laatste wil liet Bolesław het hertogdom Bytom na aan zijn echtgenote Margaretha van Sternberg. Het kwam echter al snel tot een erfdispuut tussen de nauwe verwanten van Bolesław, omdat in een verdrag met het koninkrijk Bohemen was bepaald dat vrouwelijke erfopvolging enkel was toegelaten bij afwezigheid van mannelijke erfgenamen. Hertogen Koenraad I van Oels en Casimir I van Teschen claimden hierdoor de volledige erfenis van Bolesław. Uiteindelijk werd het erfdispuut in 1357 opgelost: Cosel en de ene helft van het hertogdom Bytom ging naar hertog Koenraad I van Oels, de tweede helft van Bytom ging naar Casimir I van Teschen. 

## Huwelijk en nakomelingen
Op 14 februari 1347 huwde Bolesław met Margaretha van Sternberg (overleden na 1365), dochter van de Moravische magnaat Jaroslav van Sternberg. Ze kregen drie dochters:
- Elisabeth (1347/1350-1374), huwde in 1360 met hertog Przemysław I Noszak van Teschen
- Euphemia (1350/1352-1411), huwde eerst in 1364 met hertog Wenceslaus van Falkenberg en daarna in 1369 met hertog Bolko III van Münsterberg
- Bolka (1351/1355-1428), huwde in 1360 met de Boheemse edelman Čeněk van Wartenberg en werd daarna abdis in Trebnitz